# Leszna Dolna
Leszna Dolna (czes. Dolní Líštnáⓘ, niem. Nieder-Lischna) – część miasta Trzyńca w kraju morawsko-śląskim, w powiecie Frydek-Mistek w Czechach. Jest to także gmina katastralna o powierzchni 479,58 ha. Populacja w 2008 wynosiła 4600 osób, zaś w 2009 odnotowano 405 adresów. Najgęściej zaludniony obszar gminy katastralnej to sąsiadujące z centrum miasta w Łyżbicach osiedle Sosna, wybudowane w czasach ustroju komunistycznego dla 3000 mieszkańców.

## Historia
Miejscowość po raz pierwszy wzmiankowana została w łacińskim dokumencie Liber fundationis episcopatus Vratislaviensis (pol. Księga uposażeń biskupstwa wrocławskiego), spisanej za czasów biskupa Henryka z Wierzbna ok. 1305 w szeregu wsi zobowiązanych do płacenia dziesięciny biskupstwu we Wrocławiu, w postaci item in Lesna Snessonis. Zapis ten (brak określenia liczby łanów, z których będzie płacony podatek) wskazuje, że wieś była w początkowej fazie powstawania (na tzw. surowym korzeniu), co wiąże się z przeprowadzaną pod koniec XIII wieku na terytorium późniejszego Górnego Śląska wielką akcją osadniczą (tzw. łanowo-czynszową). W przeciwieństwie do (zapewne starszej) Lesznej Górnej oznaczonej jako Lesna principis była wsią rycerską (niejakiego Snessona). Wieś politycznie znajdowała się wówczas w granicach utworzonego w 1290 piastowskiego (polskiego) Księstwa Cieszyńskiego, będącego od 1327 lennem Królestwa Czech, a od 1526 roku w wyniku objęcia tronu czeskiego przez Habsburgów wraz z regionem aż do 1918 roku w monarchii Habsburgów (potocznie Austrii).
Według austriackiego spisu ludności z 1910 roku Leszna Dolna miała 1632 mieszkańców, z czego 1599 zameldowanych na stałe, 1556 (97,3%) polsko-, 28 (1,7%) niemiecko- i 15 (0,9%) czeskojęzycznych, 808 (49,5%) katolików, 806 (49,4%) ewangelików oraz 18 (1,1%) wyznawców judaizmu.
W granicach administracyjnych Trzyńca od 17 maja 1946 roku.

## Wójtowie
- Jan Stonawski 1864–1888[8]
- Jan Stonawski 1888–1891 i 1903–1912[9]
- Jerzy Pończa 1891–1894 i 1897–1900[10]

### Osoby pochodzące z Lesznej Dolnej
Ludwik Cienciała – gawędziarz, twórca scenicznej postaci Macieja, działający na Zaolziu na Śląsku Cieszyńskim.